# Polycarpon alsinifolium
Polycarpon alsinifolium é uma espécie de planta com flor pertencente à família Caryophyllaceae. 
A autoridade científica da espécie é (Biv.) DC., tendo sido publicada em Prodromus Systematis Naturalis Regni Vegetabilis 3: 376. 1828.

## Portugal
Trata-se de uma espécie presente no território português, nomeadamente em Portugal Continental.
Em termos de naturalidade é nativa da região atrás indicada.

## Protecção
Não se encontra protegida por legislação portuguesa ou da Comunidade Europeia.